# لاریسا ماتویوا
لاریسا ماتویوا (اوکراینی: Лариса Віталіївна Матвєєва؛ زادهٔ ۹ مهٔ ۱۹۶۹) شاعر، رمان‌نویس، نمایشنامه‌نویس، ترجمه اهل اوکراین است.